# Fernando Gerassi
Fernando Gerassi Story (Estambul, 1899 - 1974) fue un pintor y activista español de origen sefardita y nacido turco. Durante la guerra civil española tuvo una destacada participación, llegando a dirigir algunas unidades militares republicanas como la 150.ª Brigada Internacional.

## Biografía
Hijo de una familia de origen sefardita expulsada de España en el siglo XV. Estudió en el Colegio Alemán de Estambul y en la propia Alemania en 1918 gracias a la holgada posición económica de su padre. Estudio Filosofía en Berlín y Friburgo, pero durante la República de Weimar, en un ambiente convulso, escuchar y leer las obras del historiador del arte Heinrich Wölfflin le orientó hacia la pintura. En 1924 se trasladó a París, centro de los movimientos pictóricos de Europa. Allí entabló contacto con los pintores y escultores de la época y recorrió el país en busca de los paisajes de los impresionistas.
La ruina de la familia como consecuencia de la llegada al poder de Ataturk en Turquía le obligó a buscar trabajo en 1927 en París, pero sin abandonar la pintura. Se casó con Stepha Awkykowich, a la que había conocido en Berlín en 1922 y que estudiaba en La Sorbona. Las relaciones de su esposa le permitieron conocer a Simone de Beauvoir y Jean-Paul Sartre, a los que le unió una amistad de por vida.

### Estancia en España y Guerra Civil
La empresa para la que trabajaba se trasladó en 1929 a Madrid para ampliar el negocio, y Fernando marchó a España. Ya había estado un tiempo antes conociendo la obra de Diego Velázquez. Realizó su primera exposición en Barcelona en 1930 y en 1931 en París. En España conoció a Federico García Lorca, Emiliano Barral y Rafael Alberti, entre otros intelectuales de la generación del 27. Además trabó amistad con Pablo Neruda, agregado cultural de la embajada de Chile en España.
El nacimiento de su hijo en 1931 coincidió con una mayor penetración de la obra pictórica de Fernando en España y Francia, lo que le obligó a viajes continuos donde expuso con éxito su obra. Se integró en el grupo de pintores españoles en Francia compuesto por Pablo Picasso, Juan Gris o Dalí. Fue un momento de gran creatividad que se vio destruido por el golpe de Estado del 18 de julio de 1936 y la guerra civil en España. Fernando se había posicionado a favor de la República Española desde las elecciones municipales del 14 de abril de 1931 que obligaron al exilio de Alfonso XIII. Al conocer los sucesos, marchó a España. Allí trabajó en favor de la causa republicana, participando activamente en la defensa de Madrid en los primeros días del conflicto.
El coronel ruso Zhúkov apreció en Fernando sus dotes como traductor (dominaba varias lenguas) y le pidió que se incorporase a las Brigadas Internacionales. En la guerra obtuvo la nacionalidad española. Llegó a dirigir provisionalmente la Brigada Dabrowski, pero también participó con el Batallón Garibaldi junto a Luigi Longo y Randolfo Pacciardi. Desarrolló también operaciones para traer armamento de manera clandestina desde Francia junto a André Malraux. En 1937 mandó durante un tiempo la 150.ª Brigada Internacional, una unidad perteneciente a las Brigadas Internacionales. La guerra le permitió conocer a Ernest Hemingway, a quien le unirá una gran amistad.

### Segunda Guerra Mundial
Al final de la guerra, cruzó la frontera con Francia. Tras el pacto Molotov-Ribbentrop propuso al gobierno francés la creación de una unidad de republicanos en el exilio para defender Francia de lo que consideraba una inevitable nueva guerra mundial, pero el ejecutivo francés rehusó el ofrecimiento. Movilizado durante la Segunda Guerra Mundial, terminará por huir con su familia de los nazis por su condición de judío. Viajó a Portugal y después a Estados Unidos con documentación diplomática facilitada por la legación de la República Dominicana en París.

### Exilio en Estados Unidos
La llegada a Nueva York, de forma ilegal, la aprovechó el servicio de espionaje estadounidense para comisionar a Gerassi en actividades de espionaje en España, lo que le llevará a obtener una medalla en 1944. Al finalizar la contienda, Fernando se dedicará sólo a la pintura.
Durante un largo período sus servicios a Estados Unidos fueron olvidados y Gerassi estuvo sujeto a la amenaza de expulsión a España por su estancia ilegal en el país. La extraña situación fue puesta en conocimiento de Robert Kennedy, hermano del Presidente de los Estados Unidos, lo que le permitió obtener la nacionalidad estadounidense. El crítico Meyer Schapiro reconoció la calidad de la obra de Fernando y lo colocó bajo su protección en Vermont, donde trabajó frenéticamente. Durante este tiempo abandonó la pintura figurativa y adoptó posiciones políticas muy vinculadas con el pacifismo. Su obra fue ampliamente conocida en todo el país.